# مراغة (إسفراين)
مراغة (بالفارسية: مراغه) هي قرية تقع في قسم روئين الريفي (مقاطعة إسفراين) في إيران. يقدر عدد سكانها بـ 90 نسمة بحسب إحصاء 2016.